# Покрышка среднего мозга
Покрышка среднего мозга — та часть среднего мозга, которая простирается от чёрного вещества до водопровода мозга на горизонтальном разрезе среднего мозга. Покрышка среднего мозга формирует нижнюю, базальную, или «подошвенную» часть среднего мозга, окружающую снизу и частично с боков водопровод мозга.

## Анатомия
Структуры, относимые к покрышке среднего мозга, включают в себя чёрное вещество, ретикулярную формацию среднего мозга, красное ядро, вентральную область покрышки, дорсальную область покрышки, околоводопроводное серое вещество.

## Функции
Покрышка среднего мозга содержит тысячи нейронов, ответственных за многие разные функции организма, в частности, за управление движениями и за регуляцию активности сенсорных систем.